# Pânca, Alba
Pânca este un sat în comuna Bucerdea Grânoasă din județul Alba, Transilvania, România.